# Cynoglossus kapuasensis
Cynoglossus kapuasensis is een straalvinnige vissensoort uit de familie van de hondstongen (Cynoglossidae). De wetenschappelijke naam van de soort is voor het eerst geldig gepubliceerd in 1905 door Fowler.